# Metal Hero
Metal Hero (メタルヒーローシリーズ, Metaru Hīrō Shirīzu) foi uma franquia de séries de televisão do gênero tokusatsu da produtora japonesa Toei Company, produzidas a partir de 1982 com Uchuu Keiji Gyaban, durando até 1998, com Robotack. Ao longo dos anos o gênero foi sofrendo modificações até ser extinto em 1998.

## A Franquia
A franquia costuma ser dividido extraoficialmente em várias fases. A primeira e mais bem-sucedida da franquia até hoje(no Japão) é a trilogia dos Uchuu Keiji (宇宙刑事, Uchū Keiji, traduzido como Detetives Especiais ou Policiais do Espaço), em que a premissa era um jovem policial da Terra treinado no espaço para tornar-se um policial espacial, trajando uma armadura metálica e pilotando uma nave de combate, retornava à Terra para enfrentar alguma sociedade ou clã maligno que almejava conquistar o universo.

### Gavan
Detetive Espacial Gavan (宇宙刑事ギャバン, Uchū Keiji Gyaban, 1982): primeira série da franquia, narrava a história de Retsu Ichijouji, filho do oficial Voicer e de uma terráquea que fora levado para a Estrela Bird, planeta natal de seu pai, para tornar-se um Policial do Espaço. Anos mais tarde, Gavan retorna à Terra quando o planeta está sob ataque da Makuu, organização liderada pelo terrível Don Horror. Sucesso de público e crítica, a série revolucionou o tokusatsu japonês e tornou-se uma das mais famosas séries do gênero naquele país. Exibida no Brasil sob o nome Space Cop.

### Sharivan
Detetive Espacial Sharivan (宇宙刑事シャリバン, Uchū Keiji Shariban, 1983): continuação direta de Gavan, a série contava a história do guarda florestal Den Iga (que fora salvo da morte por Gavan no decorrer da série anterior) e sua chegada à Terra para combater a Sociedade Secreta Mad, encabeçada pelo demônio Mao Psych. Assim como Gavan, Sharivan sagrou-se um grande sucesso em seu país. Exibida no Brasil com os nomes Detetive Espacial Sharivan e Sharivan, o Guardião do Espaço.

### Shaider
Detetive Espacial Shaider (宇宙刑事シャイダー, Uchū Keiji Shaidā, 1984): Última série da trilogia, acompanhava o jovem Dai Sawamura em defesa da Terra contra o clã Fuuma. Embora a série tenha seguido a mesma linha das produções anteriores, Shaider não repetiu o sucesso da fórmula, sequer alcançando seus antecessores quando exibida em seu país de origem. Exibida no Brasil sob o nome Shaider e Policial Espacial Shaider.
Essas três séries dos Policiais do Espaço tinham muitas coisas em comum como: suas transformações acontecem em milésimos, dando tempo para se fazer vários movimentos; o vilão principal sempre é um personagem que possui o corpo imóvel ao longo da série (Don Holer, Maoh Saiki e Kubilai); também a relação de personagens nas três séries que são o Comandante Kom, sua assistente Marin e Kojiro (que fez papeis diferentes); por último esses heróis utilizam técnicas diferentes usando chutes e socos.
Tendo em vista a relativa pouca repercussão de Shaider, as próximas séries foram idealizadas de forma semelhante, porém com certas alterações a fim de recuperar a audiência perdida. No entanto, elas não são continuações dos Uchuu Keiji, tampouco relacionam-se uma com a outra:

### Jaspion
Investigador de Monstros Juspion (巨獣特捜ジャスピオン, Kyojǔ Tokusô Jasupion, 1985): Concebida nos moldes dos Policiais do Espaço, Jaspion narrava a saga do protagonista homônimo, garoto órfão criado pelo profeta galáctico Edin para um dia tornar-se o guerreiro que destruirá o demônio Satan Goss e seu império dos monstros. Embora Jaspion possua certas modificações em relação a seus antecessores (sendo a principal delas a utilização de um mecha gigante de batalha), a série não obteve o sucesso esperado pela Toei. Primeira série da franquia a ser exibida no Brasil (sob o nome O Fantástico Jaspion), tornou-se um sucesso instantâneo em meados dos anos 80, desencadeando uma febre nacional do gênero tokusatsu no país.

### Spielvan
Guerreiro Dimensional Spielban (時空戦士スピルバン, Jikū Senshi Supiruban, 1986): Spielvan contava a história de Yusuke Jou e Diana, um casal de órfãos enviados ao espaço em uma nave super-tecnológica após sua terra natal, o Planeta Clean, ser destruído pelas mãos do Império Water. Muitos anos depois, quando Water ataca o planeta Terra, os dois partem para defender o planeta das investidas da organização, chefiada pela Rainha Pandora e pelo misterioso Senhor Water. Exibida no Brasil sob o nome de Jaspion 2, numa jogada de marketing para obter audiência na popularidade de seu antecessor, embora o nome Spielvan fosse mantido na dublagem.

### Metalder
Super Humano Máquina Metalder (超人機メタルダー, Chōjinki Metarudā, 1987): A partir de Metalder as séries adotam temáticas distintas, abandonando os enredos espaciais. Com um tom mais sério e homenageando o herói de sucesso dos anos 70 Kikaider na sua concepção visual, Metalder narrava a história de um androide construído durante a 2ª Guerra Mundial, mas ativado somente nos dias atuais para lutar contra a ameaça de Neroz e seu Exército das Máquinas. A série possui uma altíssima carga dramática, nitidamente direcionada a um público mais adulto, o que desagradou o público-alvo infantil e causou a baixa popularidade da produção. É a mais curta da franquia, com somente 39 episódios. Exibida no Brasil sob o nome de Metalder, o Homem Máquina.

### Jiraiya
Guerra Mundial dos Ninjas Jiraiya (世界忍者戦ジライヤ, Sekai Ninja Sen Jiraiya, 1988): Com elementos da história do Japão e a mitologia das artes ninjas, Jiraiya contava a história de Touha Yamachi, rapaz pertencente à 34ª Geração da Família dos Togakure, protetores da Inscrição, artefato que indicaria a localização do tesouro mais precioso do mundo, Pako. Quando a maligna Família de Feiticeiros, ninjas mal-intencionados que pretendem dominar o mundo, aparecem para encontrar Pako, Touha deve lutar vestindo a armadura de Jiraiya e acabar com o mal. Exibida no Brasil sob o nome de Jiraiya, o Incrível Ninja.

### Jiban
Policial Tático Jiban (機動刑事ジバン, Kidō Keiji Jiban, 1989): Inspirada no herói norte-americano Robocop, a série apresentava Naoto Tamura, policial de Tóquio que morre ao tentar salvar uma mulher do ataque de um monstro da organização Biolon. "Salvo" pelo cientista Kenzo Igarashi, Naoto é transformado em Jiban, um ciborgue metálico cuja missão é destruir a organização maligna, liderada pelo temível Doutor Kiba (Doutor Jean Marie na dublagem brasileira). Exibida no Brasil sob o nome de Policial de Aço Jiban.

### Winspector
Polícia Especial Winspector (特警ウインスペクター, Tokkei Uinsupekutā, 1990): A partir de 1990, uma nova trilogia foi produzida, conhecida como trilogia dos Rescue Heroes. Em cada uma dessas séries, há uma equipe de resgate composta geralmente de três membros, podendo ser humanos utilizando armaduras ou robôs. Em Winspector, o progresso científico e tecnológico, da mesma forma que trouxe bem estar e conforto para a humanidade, também permitiu a assassinos, destruidores do meio ambiente e bandidos de toda a espécie meios de cometer suas atrocidades de maneira mais fácil e impune. Seguindo os ideais de um amigo policial que havia morrido, o Chefe Shunsuke Masaki organiza uma força especial de combate a crimes, como forma de equilibrar as forças do bem e do mal, surgindo assim o esquadrão Winspector. Exibida no Brasil sob o nome de Esquadrão Especial Winspector.

### Solbrain
Polícia de Resgate Solbrain (特救指令ソルブレイン, Tokkyū Shirei Soruburein, 1991): Após a partida do Esquadrão Especial Winspector para a Europa, o Japão não poderia ficar desprotegido. Foi pensando nisso que, sem perda de tempo, o Chefe Masaki organizou um novo grupo de heróis tão ou mais poderosos que o Winspector. Nascia então a Super Equipe de Resgate Solbrain, um super grupo de heróis equipados com a mais alta tecnologia. Exibida no Brasil sob o título Super Equipe de Resgate Solbrain.

### Exceedraft
Investigadores Exceedraft (特捜エクシードラフト, Tokusō Ekushīdorafuto, 1992): Exceedraft é uma equipe especial de investigação de emergência que integra vários campos de atuação, tais como o departamento metropolitano das polícias de Tóquio, a agência de controle de fogo e desastre, a agência da defesa e o ministério da saúde e do bem-estar. Seu objetivo é confrontar as ameaças da raça humana, tais como o crime, a poluição ambiental, os danos naturais, etc. O seu idealizador é o Chefe Masaki, criador das equipes Winspector e Solbrain.

### Janperson
Robô Investigador Janperson (特捜ロボ ジャンパーソン, Tokusou Robo Janpāson, 1993): Robô Investigador Janperson era um androide assassino. Depois de ganhar emoções humanas, ele passa a ser um detetive que patrulha as ruas de Tóquio e luta contra três diferentes organizações criminosas. Uma delas criou um robô parecido com Janperson, Gun Gibson, para matar o herói. Mais tarde, Gibson se torna parceiro androide do Robô Investigador.

### Blue SWAT
Blue SWAT (ブルースワット, Burū Suwatto, 1994)
Blue SWAT é uma série produzida pela Toei Company em 1994, e mostrava 3 heróis policiais, enfrentando monstros alienígenas que desejavam invadir a Terra. Com muita dificuldade e sem tantos recursos, eles lutam muitas vezes enfrentando poderes em muito superiores aos seus.

### B-Fighter
B-Fighter (重甲ビーファイター, Jūkō Bī Faitā, 1995): Nas duas séries B-Fighter, os heróis possuem visual calcado em besouros. As duas séries fazem parte de um mesmo universo, que também inclui Janperson e Blue SWAT, que aparecem no episódio final de B-Fighter.
Em B-Fighter, Kai Takuiya era um estudioso de insetos da Earth Academia e ao perceber que todos os insetos do mundo começam a se comportar de forma estranha, decide investigar o que está ocorrendo partindo em uma expedição. Nessa jornada, ele encontra o inseto ancião Guru em uma caverna e este lhe diz que os insetos entraram em alerta devido à sua percepção de uma ameaça. Invasores de uma outra dimensão estariam prestes a chegar à Terra e os insetos lutarão para protegê-la. Na Earth Academia, Takuiya avisa o Professor Mukai e o ajuda a construir 3 protótipos de armaduras de combate para lutar contra tal ameaça. Quando as armaduras estavam para serem concluídas, Guru surge no laboratório e envia 3 insetos para que fundam suas energias vitais com as armaduras e que escolham os guerreiros para lutar contra a ameaça do Império Jamahl. Assim, Takuiya é escolhido por um dos B-Commanders e os outros dois voam para as mãos dos jovens Daisaku e Rei, que haviam sido capturados por Jamahl. Os 3 agora podem se tornar os B-Fighters e lutar contra as forças do império.

### B-Fighter Kabuto
B-Fighter Kabuto (ビーファイターカブト, Bī Faitā Kabuto, 1996): Dez anos após a destruição de Jamahl, a Terra voltou a ser pacifica. A Earth Academia se tornou a Academia Cosmo, uma organização de pesquisa cientifica, onde Takuya Kai trabalha com o inseto Elder Guru em uma nova geração da Armadura de Inseto no caso de um novo ataque à Terra. A Academia Cosmo de Exploração Submarina surge através de uma fenda no fundo do oceano. A partir dela surge uma enorme fortaleza voadora. Enquanto isso, a antiga tribo Melzard, que dormiu por milênios, desperta e agora procura destruir a humanidade com a ajuda de sua matriarca Mãe Melzard, que diz aos seus filhos Raija e Dezzle que a tribo Melzard triunfaria com a ajuda da besta mamute Elebamammoth, que tem a ordem de congelar a Terra e extinguir a humanidade.

### Kabutack
B-Robo (Besouro Robô) Kabutack (ビーロボカブタック, Bī Robo Kabutakku, 1997) mostra Dr. Torahiko Koenji, um exêntrico gênio que descobriu a existência de “13 Peças Estelares“, que juntas concediam um desejo. Koenji constrói seis B-Robôs para acha-las, porém, três deles passaram a cometer atos ruins pela cidade. Felizmente, os outros três (Kabutack, Kuwajiro e Tentorina) fizeram amizade com neto de Koenji e seus dois amigos.

### Robotack
Detetive Blindado Robotack (テツワン探偵ロボタック, Tetsuwan Tantei Robotakku, 1998) mostra Harappa, um planeta habitado por robôs, que manda o Detetive Blindado Robotack e outros dois robôs para acharem o tesouro Landtool na Terra. Ele conhece Kakeru Sugi e seu tio Kaoru (que tem uma agência de detetive particular). Existe também uma agência de detetives onde trabalham robôs do mal (Gold Platinum, composta por Torabolt, Darkrow e Kabados), que disputam a posse do Landtool contra Robotack.

## Exibição no Brasil
De todos os subgêneros do Tokusatsu, este foi provavelmente o que mais fez sucesso na televisão brasileira. Em 1988, Jaspion começou a ser exibido pela Rede Manchete e rapidamente se tornou febre nacional. Na esteira do sucesso de Jaspion, nos anos seguintes vieram Jiraiya e Jiban, que também alcançaram sucesso. Outras emissoras se entusiasmaram com o sucesso e passaram a exibir outras séries de Metal Hero, inclusive anteriores a Jaspion. A Rede Bandeirantes trouxe Metalder e Sharivan, enquanto Gavan (com o título de Space Cop) e Shaider foram vistos na tela da Rede Globo e TV Gazeta. Em meados da década de 1990, a Manchete exibiu Winspector e Solbrain, fechando o ciclo dos Metal Heroes na televisão do Brasil.
- Jaspion - Rede Manchete a partir de 1988, Rede Record a partir de 1994, Rede Brasil a partir de 2014 e Rede Bandeirantes a partir de 2020 [1]
- Jiraiya - Rede Manchete a partir de 1989, Rede Manchete / Rede TV!  1998 até 1999, Rede Brasil em 2011 e Rede Bandeirantes a partir de 2020[1]
- Metalder - Rede Bandeirantes 1990
- Sharivan - Rede Bandeirantes 1990 e Rede Record 1993
- Jiban - Rede Manchete a partir de 1990, Rede Brasil em 2010, Ulbra e TV Diário (2018)
- Shaider - TV Gazeta a partir de 1991 e Rede Globo subsequentemente no mesmo ano
- Gavan - Rede Globo a partir de 1991 e TV Gazeta subsequentemente no mesmo ano
- Spielvan - Rede Manchete a partir de 1991
- Winspector - Rede Manchete a partir de 1994 e TV Diário
- Solbrain - Rede Manchete a partir de 1995

## Adaptações nos EUA
Na década de 1990, a produtora norte-americana Saban, embalada pelo sucesso dos Power Rangers, que adaptavam séries da franquia dos Super Sentais para o mercado dos EUA, tentou fazer o mesmo com os Metal Heroes. Spielvan e Metalder foram utilizados como matéria-prima para a série VR Troopers. A série teve um sucesso apenas mediano, e foi marcada por uma produção sofrível, principalmente nas versões americanas das armaduras japonesas, que eram verdadeiras caricaturas das originais. Na segunda temporada, Shaider ainda foi utilizado pela Saban. B-Fighter e B-Fighter Kabuto ainda foram utilizados em Big Bad Beetleborgs e Beetleborgs Metallix, respectivamente. Em Power Rangers Força Animal, em um episódio Eternamente Vermelho, os suit actors de B-Fighter é usado e também reune todos os rangers vermelhos que passaram na temporada, exceto Dairanger. Em Power Ranger Ninja Steel trás também os Rangers seniores que passaram na série e de outras séries antecessoras para completar os 25 anos da série. Também traz o Ninja Olímpico Jiraiya que faz uma aparição na série como Skyfire, sendo que já tinha feito uma passagem na série Ninninger. Em Power Rangers Morfagem Feroz,  o personagem Gavan Tipe-G é adaptado na série como Cap. Chaku. Este já tinha passado em Go-Busters, Shelly aparece na série, mas na versão americana não.

## Retorno
Em janeiro de 2012, foi lançado o filme Kaizoku Sentai Gokaiger VS Uchuu Keiji Gavan: The Movie (Esquadrão Pirata Gokaiger VS Detetive Espacial Gavan: O Filme). Trata-se de uma espécie de comemoração aos 30 anos da franquia Metal Hero em 2012.

## Uchuu Keiji Gavan: The Movie
No filme Uchuu Keiji Gavan: The Movie, Yuma Ishigaki interpreta o novo Gavan, Geki Juumonji, o Gavan Tipe-G, devido sua idade avançada, Kenji Ohba ainda atua como o antigo Detetive Espacial e auxiliará seu novo pupilo, Riki Miura interpreta Kai Hyuga, o novo Sharivan e Hiroaki Iwanaga é Shu Karasuma, o novo Shaider

## Uchuu Keiji Gavan VS Tokumei Sentai Go-Busters
Geki Juumonji/Gavan Type-G apareceu nos episódios 31 e 32 de Go-Busters em que ele persegue Sai Doubler, revivido pelo Makuu. Ele possui uma parceira chamada Shelli, que possui o mesmo dispositivo de transformação como a Mimi.

## Uchuu Keiji VS Super Sentai VS Kamen Rider
No filme Uchuu Keiji VS Super Sentai VS Kamen Rider, os Detetives Espaciais atuam com Gokaiger, Go-Busters, Kyouryuger, Kamen Rider OOO, Fourze, Decade e Wizard e outros Riders Showa e Heisei e outros Super Sentais na batalha contra a organização Mad.

## Uchuu Keiji NEXT GENERATION
Em 2014 no Japão foram lançados os filmes Uchuu Keiji Sharivan NEXT GENERATION e Uchuu Keiji Shaider NEXT GENERATION.

## Girls in Trouble / Space Squad
Em 2017, na sequência do novo universo expandido da Toei e Metal Heroes, Girls in Troube (episode 0) e Space Squad (Gavan como Lider para recrutar a nova equipe), o planejamento da Toei é criar um universo similar ao Universo Marvel Cinematográfico.